# هنري إف. غيلبرت
هنري إف. غيلبرت (بالإنجليزية: Henry F. Gilbert)‏ هو ملحن أمريكي، ولد في 26 سبتمبر 1868 في سومرفيل في الولايات المتحدة، وتوفي في 19 مايو 1928 في كامبريدج في المملكة المتحدة.

## وصلات خارجية
- هنري إف. غيلبرت على موقع IMDb (الإنجليزية)
- هنري إف. غيلبرت على موقع ميوزك برينز (الإنجليزية)
- هنري إف. غيلبرت على موقع ديسكوغز (الإنجليزية)
- هنري إف. غيلبرت على موقع ديسكوغز (الإنجليزية)